# XIIe législature du Parlement de Galice
La XIIe législature du Parlement de Galice est un cycle parlementaire du Parlement de Galice, d'une durée initiale de quatre ans, ouvert le 18 mars 2024 à la suite des élections du 18 février précédent.

## Bureau du Parlement
Le bureau du Parlement de Galice rassemble le président, deux vice-présidents, un secrétaire et un vice-secrétaire. Le président est élu à la majorité absolue des députés au premier tour, à la majorité simple au second entre les deux candidats ayant recueilli le plus grand nombre de voix lors du premier vote. Les vice-présidents sont élus à la majorité simple : les deux candidats qui obtiennent le plus grand nombre de voix sont proclamés élus. Le secrétaire et le vice-secrétaire sont élus selon les mêmes modalités que les vice-présidents.
| Poste                    | Titulaire               | Parti | Parti      | Circonscription |
| ------------------------ | ----------------------- | ----- | ---------- | --------------- |
| Président                | Miguel Ángel Santalices |       | PPdeG      | Ourense         |
| Première vice-présidente | Elena Candia            |       | PPdeG      | Lugo            |
| Seconde vice-présidente  | Montse Prado            |       | BNG        | Pontevedra      |
| Secrétaire               | Ethel Vázquez           |       | PPdeG      | La Corogne      |
| Vice-secrétaire          | Patricia Iglesias       |       | PSdeG-PSOE | La Corogne      |

## Groupes parlementaires
Le règlement du Parlement de Galice dispose que les députés issus d'une même candidature ont le droit de former un groupe parlementaire, à condition qu'il compte au moins 5 membres. Les députés appartenant à un même parti ne peuvent former de groupes parlementaires séparés, sauf exception prévue à l'article 26.3 du règlement. Les députés qui n'appartiennent ou ne s'associent à aucun groupe sont intégrés au groupe mixte pour la session parlementaire en cours. Lorsque l'effectif d'un groupe se réduit à un nombre inférieur à la moitié d'une minimum nécessaire à sa constitution, celui-ci est dissous et ses membres intègrent le groupe mixte.
| Nom | Nom                                  | Début | Fin | Porte-parole              |
| --- | ------------------------------------ | ----- | --- | ------------------------- |
|     | Groupe populaire de Galice           | 40    |     | Alberto Pazos             |
|     | Groupe du Bloc nationaliste galicien | 25    |     | Ana Pontón                |
|     | Groupe des socialistes de Galice     | 9     |     | José Ramón Gómez Besteiro |
|     | Groupe mixte                         | 1     |     | Armando Ojea              |

## Commissions parlementaires
| Commission                                                                                       | Président               | Parti | Parti | Circonscription |
| ------------------------------------------------------------------------------------------------ | ----------------------- | ----- | ----- | --------------- |
| Commissions permanentes législatives                                                             |                         |       |       |                 |
| Commission institutionnelle, de l'Administration générale, de la Justice et de l'Intérieur       | Marisol Díaz            | PPdeG |       | Ourense         |
| Commission de l'Aménagement territorial, des Travaux publics, de l'Environnement et des Services | Carmen Pomar            | PPdeG |       | La Corogne      |
| Commission de l'Économie, des Finances et des Budgets                                            | Noa Presas              | BNG   |       | Ourense         |
| Commission de l'Éducation et de la Culture                                                       | Rubén Lorenzo           | PPdeG |       | La Corogne      |
| Commission de la Santé, de la Politique sociale et de l'Emploi                                   | Noelia Pérez            | PPdeG |       | Ourense         |
| Commission de l'Industrie, de l'Énergie, du Commerce et du Tourisme                              | Cristina Sanz           | PPdeG |       | Lugo            |
| Commission de l'Agriculture, de l'Alimentation, de l'Élevage et de la Montagne                   | Elena Candia            | PPdeG |       | Lugo            |
| Commission de la Pêche et de l'Aquaculture                                                       | José Manuel Balseiro    | PPdeG |       | Lugo            |
| Commissions permanentes non-législatives                                                         |                         |       |       |                 |
| Commission du Règlement                                                                          | Miguel Ángel Santalices | PPdeG |       | Ourense         |
| Commission des Pétitions                                                                         | Miguel Ángel Santalices | PPdeG |       | Ourense         |
| Commission du Statut des députés                                                                 | Alberto Pazos           | PPdeG |       | Pontevedra      |
| Commission du Contrôle de la Radiotélévision galicienne                                          | Raquel Arias            | PPdeG |       | Lugo            |
| Commission des Relations avec le Conseil des Comptes                                             | Borja Verea             | PPdeG |       | La Corogne      |

## Gouvernement et opposition
| Candidat              | Date                                     | Vote       |       |     |            |    | Résultat |
| Candidat              | Date                                     | Vote       | PPdeG | BNG | PSdeG-PSOE | DO | Résultat |
| Alfonso Rueda (PPdeG) | 11 avril 2024 (majorité absolue requise) | Oui        | 40    |     |            |    | 40 / 75  |
| Alfonso Rueda (PPdeG) | 11 avril 2024 (majorité absolue requise) | Non        |       | 25  | 9          |    | 34 / 75  |
| Alfonso Rueda (PPdeG) | 11 avril 2024 (majorité absolue requise) | Abstention |       |     |            | 1  | 1 / 75   |

## Désignations

### Sénateurs
| Parti | Parti | Sénateurs désignés          | Voix |
| ----- | ----- | --------------------------- | ---- |
| PP    |       | José Manuel Baltar Blanco   | 42   |
| PP    |       | José Manuel Rey Varela      | 42   |
| BNG   |       | María Carme da Silva Méndez | 30   |

- Désignation : 28 juillet 2023 sous la législature précédente.